# Chery Shooting Sport
Chery Shooting Sport — концепт-кар від компанії Chery Automobile.
Авто є тридверним хетчбеком виконаним в японських традиціях дизайну та ззовні нагадує Toyota Prius. Салон оформлений в яскравій трикольоровій гамі: біла шкіра, зелені та жовті вставки. В списку опцій цього авто є сидіння з електроприводом, навігаційна система з DVD та спинки задніх крісел, що складуються в пропорції 60/40.
| Прапор КНР | Це незавершена стаття про КНР. Ви можете допомогти проєкту, виправивши або дописавши її. |